# Љишке културне вечери
Љишке културне вечери је манифестација која се сваке године одржава у Љигу, у јулу, у недељи пред манифестацију Косидбу на Рајцу. Манифестацију организује Градска библиотека Љиг.
У току манифестације одржавају се културно музичко-сценски програми на отвореном који заокупљају пажњу љубитеља уметности. Поред гостујућих извођача, важан део програма је представљање младих и неаффирмисаних уметника и деце љишког краја.
У оквиру Љишких културних вечери већ десетак година организују се ликовне колоније а радови са колонија остају у библиотеци.